# Babidan (Iran)
Pour les articles homonymes, voir Babidan.
Babidan (بابيدان) est un village de la Province de Kerman en Iran, dans la préfecture de Jiroft.
Lors du recensement de 2006 sa population était de 109 habitants en 23 familles.